# تداخل بین‌نمادی
در مخابرات، تداخل بین‌نمادی (آی‌اِس‌آی) (به انگلیسی: intersymbol interference) نوعی اعوجاج سیگنالی است که در آن یک نماد با نمادهای بعدی تداخل می‌کند. این یک پدیده ناخواسته است زیرا نمادهای قبلی تأثیری مشابه نویز دارند، بنابراین باعث می‌شود ارتباطات از قابلیت اطمینان کمتری برخوردار شوند. جداکردن پالس بیش از فاصله زمانی اختصاص یافته باعث تداخل آن در پالس‌های مجاور می‌شود. آی‌اِس‌آی معمولاً به‌دلیل انتشار چندمسیری یا پاسخ فرکانسی خطی یا غیرخطی ذاتی یک کانال ارتباطی ایجاد می‌شود که باعث می‌شود نمادهای متوالی با هم «مخدوش» شوند.
وجود آی‌اس‌آی در سیستم خطاهایی را در دستگاه تصمیم‌گیری در خروجی گیرنده ایجاد می‌کند؛ بنابراین، در طراحی فیلترهای فرستنده و گیرنده، هدف این است که اثرات آی‌اِس‌آی را به حداقل برسانیم و در نتیجه داده‌های دیجیتالی را با کمترین میزان خطای ممکن به مقصد برسانیم.
راه‌های کاهش تداخل بین نمادی شامل متعادل‌کننده تطبیقی و کدهای تصحیح خطا است.

## بیشتر خواندن
- William J. Dally and John W. Poulton (1998). Digital Systems Engineering. Cambridge University Press. pp. 280–285. ISBN 978-0-521-59292-5.
- Hervé Benoit (2002). Digital Television. Focal Press. pp. 90–91. ISBN 978-0-240-51695-0.